# Josep Maria Casabò i Torras
Josep Maria Casabò i Torras (Barcelona, 10 de novembre de 1898 - Buenos Aires, 7 d'abril de 1971) fou un advocat, polític i financer català, diputat a les Corts Espanyoles durant la Segona República.

## Biografia
Llicenciat en Dret per la Universitat de Barcelona i pèrit mercantil, ocupà diversos càrrecs empresarials com a director de la Compañía Española de Fabricación Mecánica, de la Compañía General Vidrieras Españolas i de la Unión Vidriera S.A. També fou membre de l'Ateneu Barcelonès i de l'Acadèmia de Jurisprudència i Legislació de Catalunya i director del Diari de Barcelona.
Políticament milità a la Lliga Regionalista, després Lliga Catalana, amb les que fou elegit diputat per la província de Tarragona a les eleccions al Parlament de Catalunya de 1932 i a les eleccions generals espanyoles de 1933 i les de 1936 dins el Front Català d'Ordre. En començar la guerra civil espanyola, aconseguí fugir gràcies a la protecció del seu xofer, que era un dels capitosts de la FAI, en un vaixell cap a Portvendres. Es va establir primer a Niça i després a Brussel·les, on treballaria en empreses de Francesc Cambó. El 1939 es traslladà a Biàrritz i a Sant Sebastià. El 1940 es presentà a Barcelona, però no li va satisfer el clima polític i marxà a Lisboa, des d'on aniria uns anys als EUA i finalment a l'Argentina, d'on ja no va tornar.